# Barney Oldfield

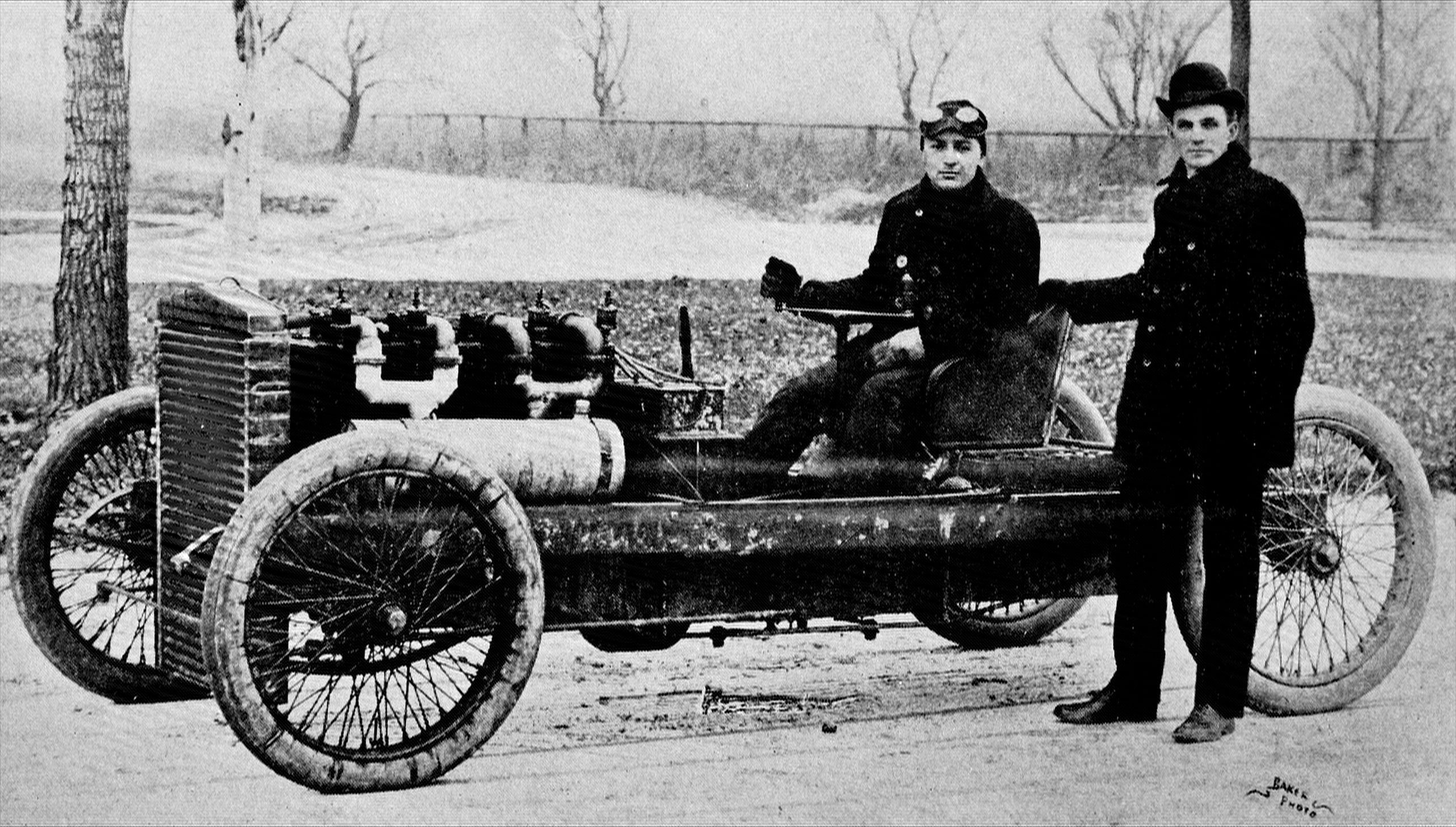
Henry Ford de pie, cerca del primer coche de Oldfield en 1902

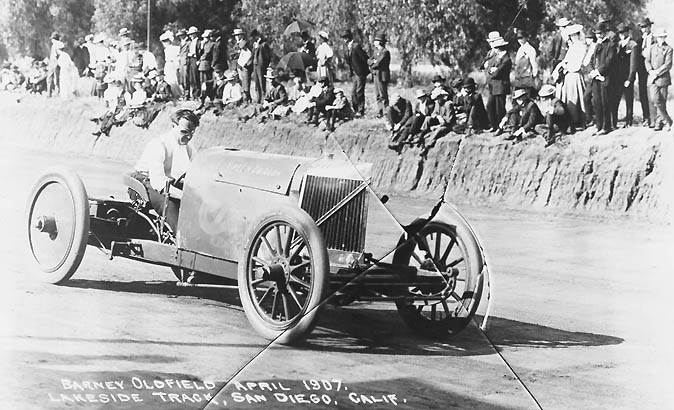
Oldfield conduciendo el "Green Dragon" en la pista de Lakeside Track en San Diego (California), en abril de 1907

Berna Eli "Barney" Oldfield (29 de enero de 1878 - 4 de octubre de 1946) fue un  piloto automovilístico estadounidense, un pionero "cuyo nombre era sinónimo de velocidad en las primeras dos décadas del siglo XX". Comenzó a competir en 1902 y su carrera se prolongó hasta su retiro en 1918. Fue el primer hombre en conducir un automóvil a 60 mph (96 km/h).

## Biografía

### Primeros años
Berna Eli Oldfield nació en el municipio de York, Fulton County, Ohio, cerca de Wauseon, en 1878. Era hijo de Henry Clay, un obrero, y de Sarah Oldfield. El nombre de Berna Eli fue elegido por su padre como un recuerdo de su compañero de litera en el destacamento Ohio 68 de  Voluntarios de Infantería durante la Guerra de Secesión.
De acuerdo con los datos del censo de los Estados Unidos de 1880, Oldfield tenía una hermana, Bertha, y la familia residía en Wauseon. En 1889 se mudaron a Toledo, donde Henry consiguió un trabajo en un asilo mental. En el verano de 1891, Eli Berna trabajó comoaguador para comprar su primera bicicleta. Según se cuenta, pasó la mayor parte de sus tardes de domingo en la estación local de bomberos de Toledo, esperando la próxima llamada. Como "mascota" de los bomberos, se le permitió viajar en la gran carreta de manguera roja impulsada por un par de caballos corriendo por las calles. Berna trabajó el siguiente año escolar vendiendo los periódicos Toledo Blade y Toledo Bee.
Abandonó la escuela después del octavo grado en 1892 y comenzó a trabajar con su padre como ayudante de cocina en el asilo mental durante el día y de botones en el hotel del centro por la noche. Finalmente trabajó en el hotel a tiempo completo ya que se sentía incómodo con los pacientes de enfermedades mentales. El conserje del hotel le dijo que "Berna" parecía un nombre malhumorado, por lo que "Barney" se convirtió en su nombre oficial. Barney, que tenía una "personalidad magnética", recibió muchos consejos y compró su primera bicicleta, una "Advanced Traveller" con ruedas neumáticas.

### Corredor ciclista
Clarence Brigham, que vendía bicicletas de la marca "Cleveland", y Edward G. Eager (de Eager & Green Mercantile), que vendía los modelos de la marca "Columbia" en su tienda, organizaron el Club Ciclista de Wauseon para aumentar las ventas y atraer a más personas a la ciudad, a la que llegaba el Ferrocarril Michigan Lake Shore. 
Otros grupos ciclistas en Swanton, Clyde, Monroe, Adrian, Blissfield y Toledo fueron parte del mismo circuito de carreras. Las clases de la media milla y de la milla se disputaban en pistas públicas, generalmente reservadas para las carreras de caballos. Otro miembro del club de Barney era Sid Black, un ciclista de Cleveland que más tarde se convirtió en presidente de Packard. En octubre de 1892, se celebró el segundo "Torneo de Plata" en Wauseon.
En 1893, Barney comenzó a trabajar como ascensorista en un hotel diferente. Todas las noches guardaba la ligera bicicleta "Cleveland" de un inquilino del hotel en el sótano; y a veces la "tomaba prestada" para dar una vuelta nocturna por la localidad.
En 1894, a los 16 años, Oldfield comenzó a competir en bicicleta, cuando se inscribió en su primera carrera después de que los responsables de la fábrica de bicicletas "Dauntless" le pidieran que compitiera para la marca en el campeonato estatal de Ohio. Aunque quedó en segundo lugar, la carrera fue un punto de inflexión en su vida, y fue contratado como representante de ventas de piezas para la fábrica de bicicletas Stearns, donde conoció a su futura esposa, Beatrice Lovetta Oatis; se casaron en 1896. Ese mismo año, Stearns le ofreció un trabajo en Syracuse, Nueva York, para que pudiese competir en su equipo amateur.

### Piloto de carreras
Oldfield recibió una bicicleta con motor de gasolina para competir en Salt Lake City, lo que le permitió reunirse con Henry Ford, que había preparado dos automóviles para competir, y le preguntó a Oldfield si le gustaría probar uno en la pista Grosse Pointe de Ford. Oldfield estuvo de acuerdo y viajó a Míchigan para la prueba, pero ninguno de los dos vehículos arrancó. A pesar del hecho de que Oldfield nunca había conducido un automóvil, él y su colega ciclista de competición Tom Cooper compraron ambos vehículos de prueba cuando Ford ofreció vendérselos por 800 dólares. Uno de ellos fue el el famoso "No. 999" que debutó en octubre de 1902 en la Challenge Cup del fabricante. Hoy se muestra en el Museo Henry Ford, en el Greenfield Village.
Oldfield aceptó competir contra el por entonces campeón, Alexander Winton. Se ha dicho que Oldfield aprendió a manejar los mandos del automóvil con el que corrió la misma mañana del evento. Oldfield ganó por media milla en la carrera de cinco millas (8 km). Se deslizó por las curvas como un motociclista en vez de frenar. Fue una gran victoria para Ford y llevó tanto a Oldfield como a Ford a convertirse en nombres conocidos.
John Wilkinson, que diseñó un motor refrigerado por aire para la Franklin Automobile Company y era su ingeniero jefe, compitió contra Oldfield en 1902, ganando el campeonato estatal de las 5 millas (8 km) en el tiempo récord de 6:54:06.
El 20 de junio de 1903, en los Indiana State Fairgrounds, Oldfield se convirtió en el primer conductor en recorrer en una pista en plano la distancia de una milla en un minuto, a 60 millas por hora (97 km/h). Dos meses después, realizó la milla en 55,8 segundos en el Empire City Race Track Rumbledrome en Yonkers, Nueva York. Winton contrató a Oldfield y aceptó facilitarle automóviles gratis. Con su representante Ernest Moross y el agente Will Pickens viajó a través de los Estados Unidos en una serie de carreras cronometradas y carreras por equipos, y se ganó una notable reputación como piloto en espectáculos organizados. Con frecuencia competía en tres eventos consecutivos; en una ocasión, ganó la primera parte por una nariz, perdió la segunda, y ganó la tercera. Oldfield se adjudicó el primer lugar en el Indianapolis Motor Speedway el 21 de agosto de 1909 en un Mercedes Benz.

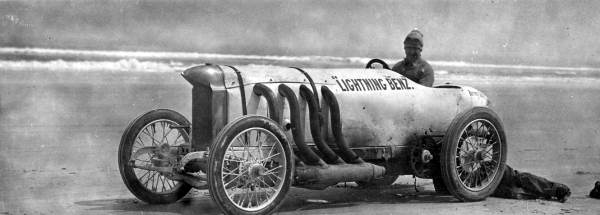
Barney Oldfield sentado en su Blitzen Benz en Daytona

Al volante del "Blitzen Benz" que había comprado, aumentó su récord de velocidad en 1910 hasta 70,159 mph (112,9 kilómetros por hora). Ese mismo año, alcanzó 131,25 mph (211,2 kilómetros por hora). En Daytona Beach, Florida, el 16 de marzo de 1910, de nuevo en su "Blitzen Benz", estableció el récord de velocidad mundial, conduciendo a 131,724 mph, por lo que se ganó el sobrenombre de "rey de la velocidad". En noviembre de 1914 se adjudicó la Cactus Derby Race de Los Ángeles a Phoenix; la medalla del vencedor lo proclamaba como "Conductor Maestro Mundial". El 28 de mayo de 1916, se convirtió en la primera persona en recorrer la pista de Indianápolis a más de 100 mph con el Christie Racer de tracción delantera, diseñado por John Walter Christie. También usó el Blitzen Benz para romper los registros de la milla, de las dos millas y del kilómetros en el Circuito playero de Daytona en Ormond, Florida. Su creciente fama le permitió cobrar 4000 dólares por cada aparición posterior.

### Suspensión y posterior carrera

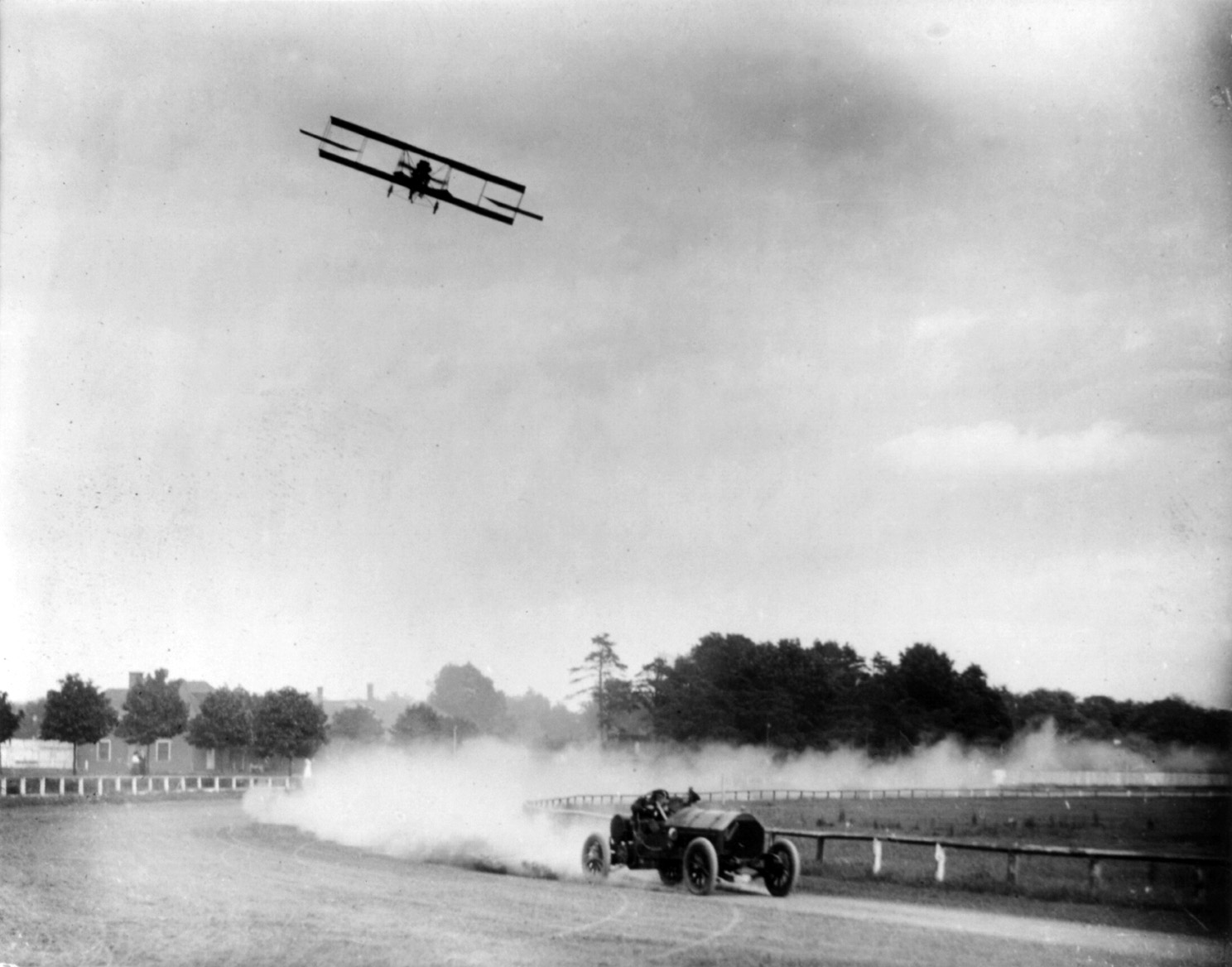
Oldfield disputando una carrera contra el aviador Lincoln Beachey

Oldfield fue suspendido por la Asociación Automovilística Estadounidense (AAA) por sus actividades "fuera de las normas" y no pudo competir en pruebas oficiales durante gran parte de su carrera. Registros de velocidad, carreras enmarcadas en espectáculos populares y exhibiciones conformaron la mayor parte de su trayectoria.
En 1914, su agente Will Pickens organizó un "Campeonato del Universo", enfrentando a Oldfield contra otro de sus clientes, el aviador Lincoln Beachey. Oldfield corrió en su automóvil Fiat contra el biplano de Beachey en al menos 35 ocasiones, recorriendo el país de feria en feria, "protagonizando espectáculos de velocidad populares organizados en las modestas pistas de carreras de caballos de los más remotos condados". El Campeonato fue un "enorme éxito", y tanto Oldfield como Beachey ganaron más de 250.000 dólares.

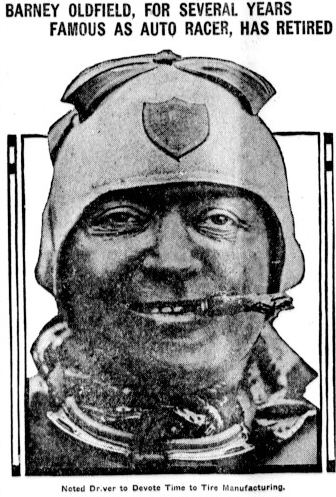
Barney Oldfield

Fue readmitido por la AAA y compitió en las 500 Millas de Indianápolis de 1914 y 1916, terminando quinto en cada intento, pero convirtiéndose en la primera persona en correr una vuelta en 100 millas por hora. Su participación de 1914 la completó en un Stutz construido en Indianápolis, lo que lo convirtió en el mejor piloto de un automóvil estadounidense en una carrera dominada entonces por los europeos.
Oldfield usó el mismo automóvil en su victoria en la prueba por carretera entre Los Ángeles y Phoenix en noviembre de 1914. También terminó segundo en dos carreras importantes ese año, la Copa Vanderbilt y la Corona 300. En 1915 ganó la Venice, una prueba de 300 millas disputada en carreteras de California.
En junio de 1917 pilotó el Golden Submarine para vencer a la leyenda de la competición, Ralph DePalma, en una serie de 10 carreras cada una de 25 millas (40,2 km) disputadas en Milwaukee. Se retiró de las carreras en 1918, pero continuó haciendo giras y filmando películas. En lo que fue su último intento de competir, en 1932, pretendió volver a participar en las carreras de velocidad con un nuevo diseño de automóvil, pero no pudo encontrar patrocinadores.
Oldfield murió el 4 de octubre de 1946 de un infarto agudo de miocardio. Fue enterrado en el Cementerio de Holy Cross en Culver City, California.

## Más allá de la competición

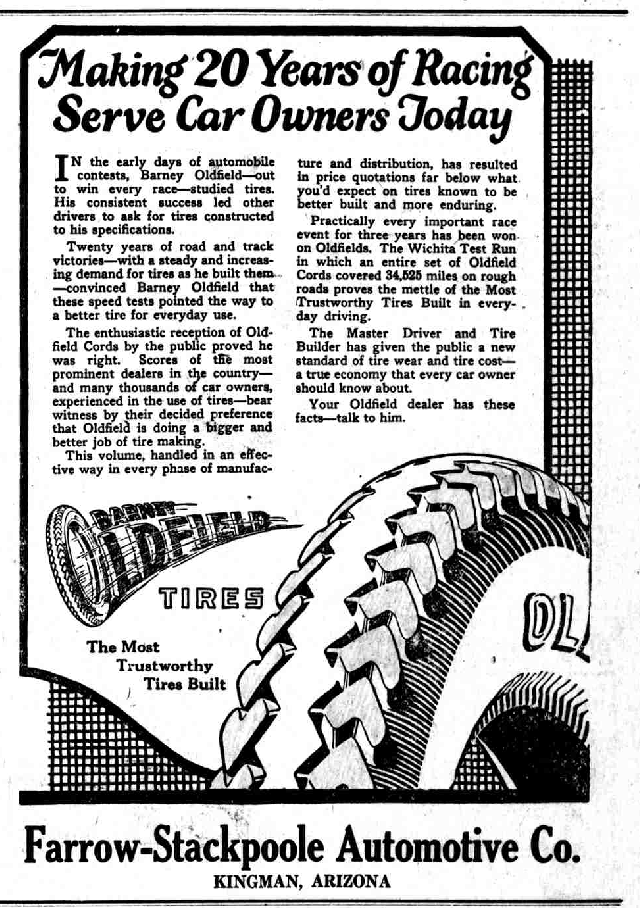
Barney Oldfield anunciando neumáticos (1922)

### Actuaciones
Protagonizó el musical de Broadway The Vanderbilt Cup (1906) durante diez semanas. Su carrera cinematográfica incluyó la película muda Barney Oldfield's Race for a Life (1913), donde compitió contra un tren para rescatar a una heroína atada a las vías. También se presentó en The First Auto (1927) como un pionero temprano de la historia del automóvil. Fue asesor técnico de la secuencia de la Copa Vanderbilt en la película Back Street (1941). Se interpretó a sí mismo en una película de carreras titulada The Blonde Comet, la historia de una mujer joven que trata de alcanzar el éxito como piloto de carreras.

### Seguridad en las carreras
Bob Burman, uno de los rivales de Oldfield y uno de sus amigos más cercanos, murió en un accidente durante una carrera en Corona, California. Esto llevó a Oldfield y a Harry Arminius Miller, que desarrollaban y construían carburadores y fueron uno de los constructores de motores más famosos, a crear un automóvil de carreras que no solo fuese rápido y duradero, sino que también protegiera al conductor en caso de accidente. Construyeron el "Golden Submarine", un automóvil de carreras con una jaula de seguridad dentro de un compartimento aerodinámico que protegía por completo al piloto.

### Negocios
Oldfield ayudó a su compañero, el corredor Carl G. Fisher, a fundar la Fisher Automobile Company en Indianápolis, que se cree que fue el primer concesionaria de autos en los Estados Unidos.
También desarrolló el neumático Oldfield para Firestone. En su publicidad, Firestone afirmaba que Oldfield había dicho "Los Neumáticos Firestone son mi único seguro de vida". En 1924, la Kimball Truck Co. de Los Ángeles construyó el único vehículo modelo Oldfield. de 1924.

## Premios y reconocimiento
- El Oakshade Raceway en Wauseon, Ohio, el lugar de nacimiento de Oldfield, celebra una carrera anual en su memoria. Sus logros llevaron a que se use la expresión "¿Quién te crees que eres? ¿Barney Oldfield?" [cita requerida]
- En 1953, Oldfield fue uno de los primeros diez pioneros de las carreras de automóviles reconocidos en el Salón de la Fama de las Carreras de Automóviles.[17]
- En 1990, fue incluido en el International Motorsports Hall of Fame.
- Fue incluido en el Motorsports Hall of Fame of America en la sesión inaugural de 1989 como representante en general.
- Fue nombrado para el National Sprint Car Hall of Fame en 1990.
- Fue incluido en el Automotive Hall of Fame en 1946.[18]

## En la cultura popular
- "Yo amo a Lucy", episodio "Lucy aprende a conducir" (Temporada 4): Ethel comenta "Oh, perdón, Barney Oldfield".
- Barney Oldfield aparece como el conductor principal en la película muda de 1927  The First Auto , dirigida por Roy Del Ruth.

## Resultados en las 500 Millas de Indianápolis
| Año               | Coche   | Salida  | Calif   | Posición | Final   | Vueltas | Líder | Retirado |
| ----------------- | ------- | ------- | ------- | -------- | ------- | ------- | ----- | -------- |
| Indianápolis 1914 | 3       | 30      | 87.250  | 24       | 5       | 200     | 0     | Meta     |
| Indianápolis 1916 | 15      | 5       | 94.330  | 5        | 5       | 120     | 0     | Meta     |
| Totales           | Totales | Totales | Totales | Totales  | Totales | 320     | 0     |          |

| Salidas      | 2 |
| Poles        | 0 |
| Primera fila | 0 |
| Victorias    | 0 |
| 5 primeros   | 2 |
| 10 primeros  | 2 |
| Retirado     | 0 |

## Lecturas relacionadas
- William F. Nolan, Barney Oldfield: La vida y los tiempos del legendario rey de velocidad de Estados Unidos; ISBN 978-1-888978-12-4
- Biografía del Salón de la fama de International Motorsports
- "Biografía de Barney Oldfield"
- El avión de Beachey contra el automóvil de Oldfield